# 1464 год
1464 (ты́сяча четы́реста шестьдеся́т четвёртый) год  по юлианскому календарю — високосный год, начинающийся в воскресенье. Это 1464 год нашей эры, 4‑й год 7‑го десятилетия XV века 2‑го тысячелетия, 5‑й год 1460‑х годов. Он закончился 561 год назад.
| Пн | Вт | Ср | Чт | Пт | Сб | Вс |
|    |    |    |    |    |    | 1  |
| 2  | 3  | 4  | 5  | 6  | 7  | 8  |
| 9  | 10 | 11 | 12 | 13 | 14 | 15 |
| 16 | 17 | 18 | 19 | 20 | 21 | 22 |
| 23 | 24 | 25 | 26 | 27 | 28 | 29 |
| 30 | 31 |    |    |    |    |    |

| Пн | Вт | Ср | Чт | Пт | Сб | Вс |
|    |    | 1  | 2  | 3  | 4  | 5  |
| 6  | 7  | 8  | 9  | 10 | 11 | 12 |
| 13 | 14 | 15 | 16 | 17 | 18 | 19 |
| 20 | 21 | 22 | 23 | 24 | 25 | 26 |
| 27 | 28 | 29 |    |    |    |    |

| Пн | Вт | Ср | Чт | Пт | Сб | Вс |
|    |    |    | 1  | 2  | 3  | 4  |
| 5  | 6  | 7  | 8  | 9  | 10 | 11 |
| 12 | 13 | 14 | 15 | 16 | 17 | 18 |
| 19 | 20 | 21 | 22 | 23 | 24 | 25 |
| 26 | 27 | 28 | 29 | 30 | 31 |    |

| Пн | Вт | Ср | Чт | Пт | Сб | Вс |
|    |    |    |    |    |    | 1  |
| 2  | 3  | 4  | 5  | 6  | 7  | 8  |
| 9  | 10 | 11 | 12 | 13 | 14 | 15 |
| 16 | 17 | 18 | 19 | 20 | 21 | 22 |
| 23 | 24 | 25 | 26 | 27 | 28 | 29 |
| 30 |    |    |    |    |    |    |

| Пн | Вт | Ср | Чт | Пт | Сб | Вс |
|    | 1  | 2  | 3  | 4  | 5  | 6  |
| 7  | 8  | 9  | 10 | 11 | 12 | 13 |
| 14 | 15 | 16 | 17 | 18 | 19 | 20 |
| 21 | 22 | 23 | 24 | 25 | 26 | 27 |
| 28 | 29 | 30 | 31 |    |    |    |

| Пн | Вт | Ср | Чт | Пт | Сб | Вс |
|    |    |    |    | 1  | 2  | 3  |
| 4  | 5  | 6  | 7  | 8  | 9  | 10 |
| 11 | 12 | 13 | 14 | 15 | 16 | 17 |
| 18 | 19 | 20 | 21 | 22 | 23 | 24 |
| 25 | 26 | 27 | 28 | 29 | 30 |    |

| Пн | Вт | Ср | Чт | Пт | Сб | Вс |
|    |    |    |    |    |    | 1  |
| 2  | 3  | 4  | 5  | 6  | 7  | 8  |
| 9  | 10 | 11 | 12 | 13 | 14 | 15 |
| 16 | 17 | 18 | 19 | 20 | 21 | 22 |
| 23 | 24 | 25 | 26 | 27 | 28 | 29 |
| 30 | 31 |    |    |    |    |    |

| Пн | Вт | Ср | Чт | Пт | Сб | Вс |
|    |    | 1  | 2  | 3  | 4  | 5  |
| 6  | 7  | 8  | 9  | 10 | 11 | 12 |
| 13 | 14 | 15 | 16 | 17 | 18 | 19 |
| 20 | 21 | 22 | 23 | 24 | 25 | 26 |
| 27 | 28 | 29 | 30 | 31 |    |    |

| Пн | Вт | Ср | Чт | Пт | Сб | Вс |
|    |    |    |    |    | 1  | 2  |
| 3  | 4  | 5  | 6  | 7  | 8  | 9  |
| 10 | 11 | 12 | 13 | 14 | 15 | 16 |
| 17 | 18 | 19 | 20 | 21 | 22 | 23 |
| 24 | 25 | 26 | 27 | 28 | 29 | 30 |

| Пн | Вт | Ср | Чт | Пт | Сб | Вс |
| 1  | 2  | 3  | 4  | 5  | 6  | 7  |
| 8  | 9  | 10 | 11 | 12 | 13 | 14 |
| 15 | 16 | 17 | 18 | 19 | 20 | 21 |
| 22 | 23 | 24 | 25 | 26 | 27 | 28 |
| 29 | 30 | 31 |    |    |    |    |

| Пн | Вт | Ср | Чт | Пт | Сб | Вс |
|    |    |    | 1  | 2  | 3  | 4  |
| 5  | 6  | 7  | 8  | 9  | 10 | 11 |
| 12 | 13 | 14 | 15 | 16 | 17 | 18 |
| 19 | 20 | 21 | 22 | 23 | 24 | 25 |
| 26 | 27 | 28 | 29 | 30 |    |    |

| Пн | Вт | Ср | Чт | Пт | Сб | Вс |
|    |    |    |    |    | 1  | 2  |
| 3  | 4  | 5  | 6  | 7  | 8  | 9  |
| 10 | 11 | 12 | 13 | 14 | 15 | 16 |
| 17 | 18 | 19 | 20 | 21 | 22 | 23 |
| 24 | 25 | 26 | 27 | 28 | 29 | 30 |
| 31 |    |    |    |    |    |    |

## События
- 1350—1490 — Борьба <<трески>> и <<крючков>>. Серия внутренних военных конфликтов, в основном, вокруг титула графа Голландии[1].
- 1432—1479 — Албано-турецкие войны[2].
  - 1464—1467 — вторжение турок в Албанию.
- 1443—1468 — восстание Скандербега. Антиосманское восстание, возглавляемым бывшим санджакбеем Дибры Скандербегом на территории, принадлежавшей османским санджакам Албания, Дибра и Охрид (современные Албания и Северная Македония). Восстание было результатом первых христианских побед в крестовом походе на Варну в 1443 году[3]:
  - 14/15 сентября — битва при Охриде[4].
- 1454—1566 — тринадцатилетняя война между Польским королевством и Тевтонским орденом[5].
- 1455—1485 — война Алой и Белой Розы в Англии[6].
  - 25 апреля — битва при Хегли-Мур[7].
  - 15 мая — битва при Хексеме[7].
- 1463—1479 — турецко-венецианская война[8].
- 1464—1472 — началась Война за штеттинское наследство[9].
- 29 марта — Матьяш Хуяньяди коронован в Секешфехерваре венгерским королём (см. 1458, 1459, 1463 года)[10].
- 10 июля—22 августа — осада Яйце время османского завоевания Боснии и Герцеговины, когда османская армия под командованием султана Мехмеда II предприняла новую попытку завоевать Боснию[11].

## Русь
Правление: 1462—1505 — Иван III Васильевич
- 22 января (по другим данным 28) — Иван III выдаёт свою сестру Анну Васильевну замуж за великого рязанского князя Василия Ивановича. Венчание происходит в Москве в Успенском соборе. После свадьбы Василий Рязанский, отпущенный на княжение в Рязанское княжество в 1463 году, увозит супругу в Рязань[12][13].
- 13 сентября — митрополит Фотий из-за своей неудачной и деспотичной внутри-церковной политики покидает кафедру и удаляется в Чудов монастырь[12].
- Начало ноября — Иван III созывает "освящённый собор", на котором присутствует сам лично[12].
- 11 ноября — церковный собор избирает в митрополиты суздальского епископа Филиппа I[12].
- Пожалованы боярством: Сабуров Василий Фёдорович и Михаил Яковлевич Русалка Филимонович Морозов (ум. 1501 год)[14].
- На службу к великому князю выехали из Польши: Хрущёвы и Мясоедовы, а также родоначальник дворянского рода Ламбздорф и графов Ламбздорф[15].
- 1464—1466 — выполнены резные белокаменные скульптуры святого Георгия Победоносца и святого Дмитрия Солунского: установленные в киотах над Фроловскими воротами (с внешней и внутренней сторон), они играли роль охранительных знаков и государственных эмблем[16].

## Начало правления
См. также: Список глав государств в 1464 году
- 1464—1465 — Король Швеции Карл VIII Кнутсон (вторично).
- 1464—1471 — Римский Папа Павел II.
- 1464—1469 — Правитель Флоренции Пьеро Медичи (1416—1469).
- 1464—1493 — Царь Сонгаи Сонни Али.

## Родились
См. также: Категория:Родившиеся в 1464 году
- 22 января — Энкенворт, Виллем ван, голландский кардинал, епископ Тортосы.
- 23 апреля — Жанна Французская, французская королева, католическая святая.
- 23 апреля — Ферфакс, Роберт, английский композитор эпохи Возрождения.
- 6 мая — София Ягеллонка (1464—1512), польская принцесса династии Ягеллонов.
- 30 мая — Барбара Бранденбургская, королева Чехии и Венгрии.
- 1 июля — Гонзага, Кьяра, принцесса из дома Гонзага, дочь Федерико I.
- 9 ноября — Филиппа Гелдернская, герцогиня Лотарингии.
- 19 ноября — Император Го-Касивабара, 104-й японский император.
- Грэм, Уильям, 1-й граф Монтроз — шотландский лорд парламента.
- Даян-хан — хан из рода Борджигин.
- Мария Бранкович — дочь деспота Рашского Стефана III из рода Бранковичей.
- Мухаммед аль-Буртукали — второй султан Марокко из династии Ваттасидов.
- Султан Ягуб — третий султан государства Ак-Коюнлу.
- Томицкий, Пётр — епископ пшемысльский, познанский и краковский.
- Филипп Бургундский (епископ) — адмирал Нидерландов, штатгальтер Гелдерланда и Зютфена, епископ Утрехта.
- Эфендопуло, Калеб — турецкий учёный.
- Али Бер, Сонни — первый правитель империи Сонгай.
- Вилье де Лиль-Адан, Филипп — французский дворянин, великий магистр Ордена госпитальеров.

## Скончались
- 16 января — Дезидерио да Сеттиньяно, итальянский скульптор, работавший в период эпохи Возрождения.
- 19 января — Джованни IV (маркиз Монферратский).
- 20 января — Виана-ду-Алентежу, Дуарте де Менезеш, португальский военный и политический деятель XV века.
- 9 февраля — Бернхард II (герцог Брауншвейг-Люнебурга), 41-й епископ Хильдесхайма.
- 19 февраля — Шартье, Жан, французский хронист, монах-бенедиктинец из аббатства Сен-Дени.
- 23 февраля — Чжэнтун, шестой и восьмой император Китая.
- 8 марта — Катержина из Подебрад, дочь короля Чехии Йиржи из Подебрад, королева Венгрии.
- 25 апреля — Перси, Ральф, английский рыцарь, один из младших сыновей Генри Перси.
- 5 мая — Карл I (граф Невера), граф Неверский и Ретельский.
- 17 мая — Рос, Томас де, 9-й барон де Рос, английский аристократ, 9-й барон де Рос.
- 18 мая — Хангерфорд, Роберт, 3-й барон Хангерфорд, английский аристократ.
- 25 мая — Карл I (граф Невера), граф Неверский и Ретельский.
- 18 июня — Рогир ван дер Вейден, нидерландский живописец.
- 6 июля — Брук, Эдуард, 6-й барон Кобем.
- 1 августа — во Флоренции скончался Козимо Медичи.
- 11 августа — Николай Кузанский, кардинал Римской католической церкви.
- 12 августа — Капгрейв, Джон, английский хронист, агиограф и богослов.
- 14 августа — Пий II, Папа Римский.
- 7 сентября — Фридрих II (курфюрст Саксонии), старший сын Фридриха I.
- 16 ноября — Иоганн Алхимик, маркграф Байрейта (Бранденбург-Кульмбаха).
- 23 ноября — Маргарита Савойская (1390—1464), принцесса из Савойского дома.
- 2 декабря — Бланка II Наваррская, титулярная королева Наварры.
- Василий Иванович Косой Оболенский — князь и воевода на службе у великого князя московского Василия Васильевича Тёмного, полководец.
- Генрих III (герцог Брауншвейг-Грубенхагена) — князь Грубенхагена.
- Заганос — визирь султана Мурада II.
- Кан Хи Ан — корейский каллиграф и живописец из династии Кан.
- Росселлино, Бернардо — итальянский скульптор и архитектор первой половины XV века.
- Сабуров, Михаил Фёдорович — костромской землевладелец, боярин и дворецкий при великом князе московском Василии Темном.
- Тангтонг Гьялпо — буддийский учитель, всесторонний учёный и йог.
- Хардинг, Джон (историк) — английский рыцарь, историк, хронист и антикварий.
- Эбендорфер, Томас — австрийский историк, хронист, теолог и дипломат, профессор Венского университета.
- Элеонора де Бурбон (графиня де Ла Марш).
- Эрнест Опавский — князь Опавский.